# Gianni Bucceri
Gianni Bucceri (Catania, 16 febbraio 1872 – Catania, 20 febbraio 1953) è stato un compositore e direttore d'orchestra italiano.

## Biografia
Sin da ragazzo dimostrò una grande tendenza verso la musica, e suo padre il Maestro Carmelo volle assecondare questa sua inclinazione.
Studiò al Real Conservatorio di San Pietro a Majella di Napoli ove ottenne il diploma di Maestro di composizione.
Durante il corso di perfezionamento scrisse la sua prima opera lirica Mariedda su libretto di Alfredo Silvestri, e appena tornato a Catania la fece rappresentare al teatro nazionale (1895), accogliendo un esito positivo dal pubblico e dalla stampa, l'anno dopo fu data con pari successo al Bellini di Napoli (con Enrico Caruso). Nel 1902 il Comune di Napoli gli assegnò un premio per l'opera "Ondina", rappresentata però solo 15 anni dopo al San Carlo di Napoli. Nel 1913 l'editore Sonzogno pubblicò l'opera "Marken", di Bucceri su libretto di Enrico Cavacchioli, che a causa dello scoppio della Grande Guerra venne rappresentata solo nel 1920. La sua ultima opera fu "Graziella", data al Teatro Massimo Bellini di Catania nel 1934.
Del 1902 è l'opera "Selvaggia", su libretto dello stesso Silvestri tratto dal romanzo Nicolò dei Lapi, mentre composte nel 1908 sono Miles Standish, commedia in 2 atti, su parole di G. Zuppone Strani, ricavata dal poema di Wadswort-Langfellow, e Il Fiume, dramma lirico in un atto, su libretto del Zuppone.
Bucceri ha composto e pubblicato un gran numero di pezzi per pianoforte e melodie per canto.
Si è distinto anche come direttore d'orchestra, in occasione delle feste inaugurali del monumento a Giuseppe Verdi a Gorizia, venne prescelto dalla Casa Ricordi a dirigere l'orchestra.
Durante le gare internazionali di musica in Spagna nella città di Barcellona, vinse due premi su quattro.